# Lusepiola
Lusepiola (лат.) — род головоногих моллюсков из семейства сепиолиды (Sepiolidae). Выделен из рода Sepiola в 2020 году. Длина мантии от 1,3 до 2,2 см. Обитают в субтропических и тропических водах запада Тихого океана от России и Японии, до Сингапура и Филиппин на глубине 100–200 м. Они безвредны для человека, объектами промысла не являются.

## Классификация
На август 2023 года в род включают 2 вида:
- Двурогая сепиола (Lusepiola birostrata) (Sasaki, 1918) typus
- Lusepiola trirostrata (G. L. Voss, 1962)